# Stjernetåge
En stjernetåge er en lysende interstellar sky (tåge) af støv og gas.
Interstellar skyer lyser i almindelighed ikke op, da det kræver en særlig energikilde. Stjernetågerne er karakteriserede ved at være meget varme og dannes typisk som resterne efter en supernova- eller hypernova-eksplosion. De dannes også når almindelige stjerner ved slutningen af deres livscyklus eksploderer og kendes da også under betegnelsen planetariske tåger.